# فرضی کندی
فرضی کندی یک روستا در ایران است که در دهستان اجارود شمالی واقع شده‌است. فرضی کندی ۱۷ نفر جمعیت دارد.